# سربوهی کارامیان
سربوهی هوهانسی کارامیان (ارمنی: Սրբուհի Հովհաննեսի Քարամյան؛  زادهٔ ۱۹۰۰ - درگذشته ۱۹۶۸) سیاستمدار اهل ارمنستان بود.

## زندگی‌نامه
وی در ۱۹۰۰ در شوشی به دنیا آمد . وی از سال ۱۹۱۹ عضو حزب کمونیست اتحاد شوروی بود. وی همچنین برندهٔ جوایزی همچون نشان پرچم سرخ کار شده است. وی در ۱۹۶۸ در سن ۶۸ سالگی در ایروان درگذشت.